# Myrmotherula menetriesii
A Myrmotherula menetriesii a madarak osztályának verébalakúak (Passeriformes) rendjébe és a hangyászmadárfélék (Thamnophilidae) családjába tartozó faj.

## Rendszerezése
A fajt Alcide d’Orbigny francia természettudós írta le 1837-ben, a Myrmothera nembe Myrmothera Menetriesii  néven. Egyes szervezetek a Myrmopagis nembe sorolják Myrmopagis menetriesii néven.

## Alfajai
- Myrmotherula menetriesii berlepschi Hellmayr, 1903
- Myrmotherula menetriesii cinereiventris P. L. Sclater & Salvin, 1868
- Myrmotherula menetriesii menetriesii (Orbigny, 1837)
- Myrmotherula menetriesii omissa Todd, 1927
- Myrmotherula menetriesii pallida Berlepsch & Hartert, 1902[1]

## Előfordulása
Dél-Amerikában, az Amazonas-medencében, Bolívia, Brazília, Ecuador, Francia Guyana, Guyana, Kolumbia, Peru, Suriname,  és Venezuela területén honos. 
Természetes élőhelyei a szubtrópusi vagy trópusi síkvidéki esőerdők és lombhullató erdők. Állandó, nem vonuló faj.

## Megjelenése
Testhossza 10 centiméter, testtömege 8–9 gramm.

## Életmódja
Rovarokkal és pókokkal táplálkozik.

## Természetvédelmi helyzete
Az elterjedési területe rendkívül nagy, egyedszáma viszont csökken, de még nem éri el a kritikus szintet. A Természetvédelmi Világszövetség Vörös listáján nem fenyegetett fajként szerepel.